# Silnice III/0355
Silnice III/0355 je silnice III. třídy vedoucí ve Frýdlantském výběžku v Libereckém kraji na severu České republiky. Začíná na křižovatce se silnicí číslo III/0353 ve Filipovce, odkud pokračuje západním směrem. Prochází obcí a na jejím konci vstoupí do lesa, jímž vede až k vesnici Saň na česko-polské státní hranici. V lese silnice několikrát překračuje Saňský potok. Během zimních měsíců nebyla[kdy?] na komunikaci z rozhodnutí kraje zajišťována sjízdnost odstraňováním sněhu a náledí. Po silnici je vedena žlutá turistická trasa spojující rozcestníky pojmenované „Filipovka – železniční stanice“ a „Saň“. Na návrší severozápadně od silnice se nachází památkově chráněné archeologické naleziště hradiště Loučná.